# Māteh Kharpeh
Māteh Kharpeh (persiska: Māteh Kharbeh, ماته خرپه) är en ort i Iran.   Den ligger i provinsen Västazarbaijan, i den nordvästra delen av landet, 700 km väster om huvudstaden Teheran. Māteh Kharpeh ligger 1 838 meter över havet och antalet invånare är 299.
Terrängen runt Māteh Kharpeh är lite bergig. Runt Māteh Kharpeh är det ganska tätbefolkat, med 83 invånare per kvadratkilometer. Närmaste större samhälle är Salmās, 19,8 km öster om Māteh Kharpeh. Trakten runt Māteh Kharpeh består i huvudsak av gräsmarker.